# Castello di Šluknov
Il castello di Šluknov (in ceco Zámek Šluknov) si trova nell'omonimo, comune nel Distretto di Děčín, Regione di Ústí nad Labem in Repubblica Ceca. Il castello rinascimentale forma un complesso che è considerato un monumento culturale nazionale. In origine era un'antica fortezza costruita sotto Arnošt di Šlejnice.

## Storia

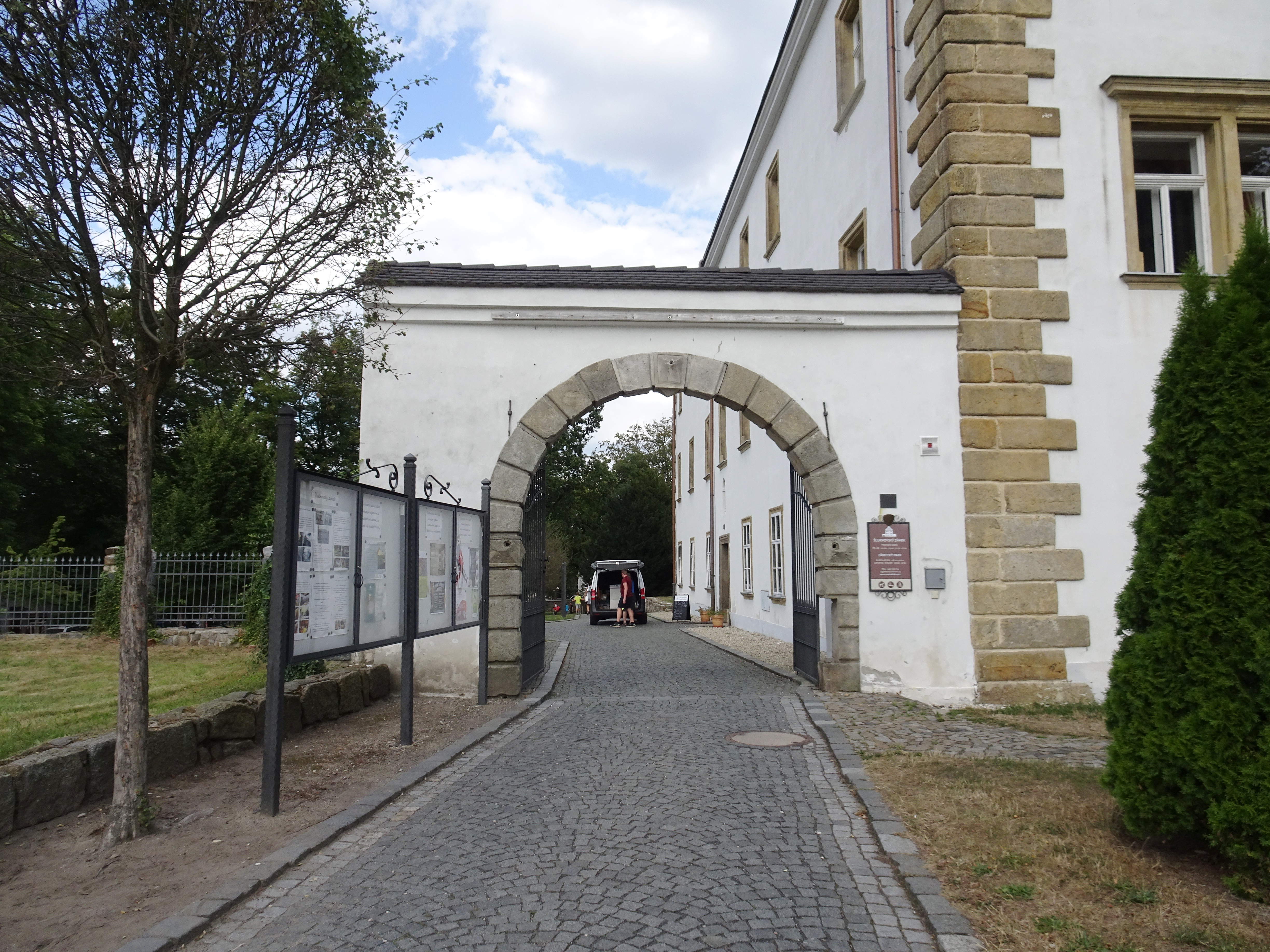
Uno dei portali con cancello di accesso dalle mura, adiacente al castello

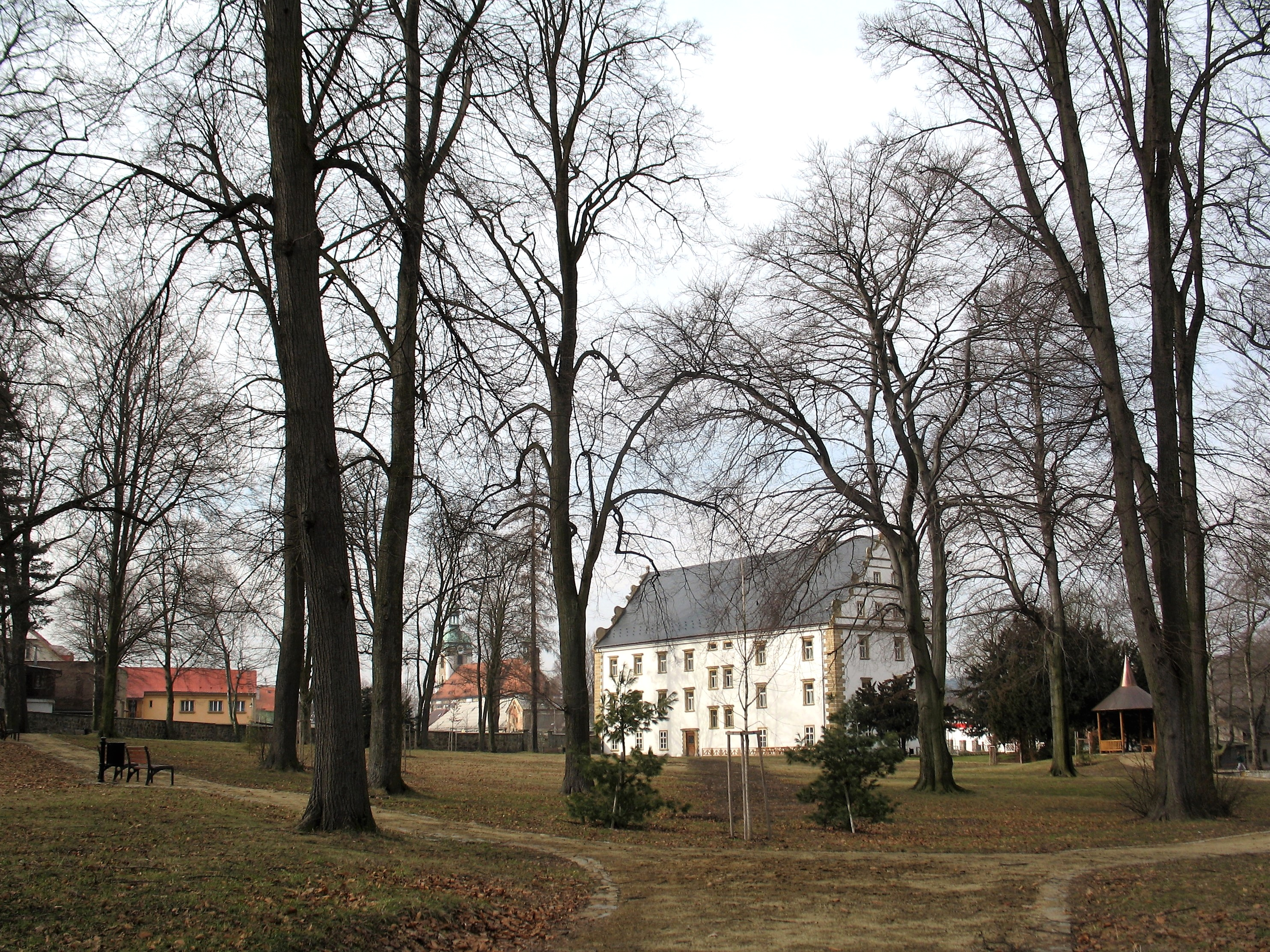
Il castello visto dal suo grande parco

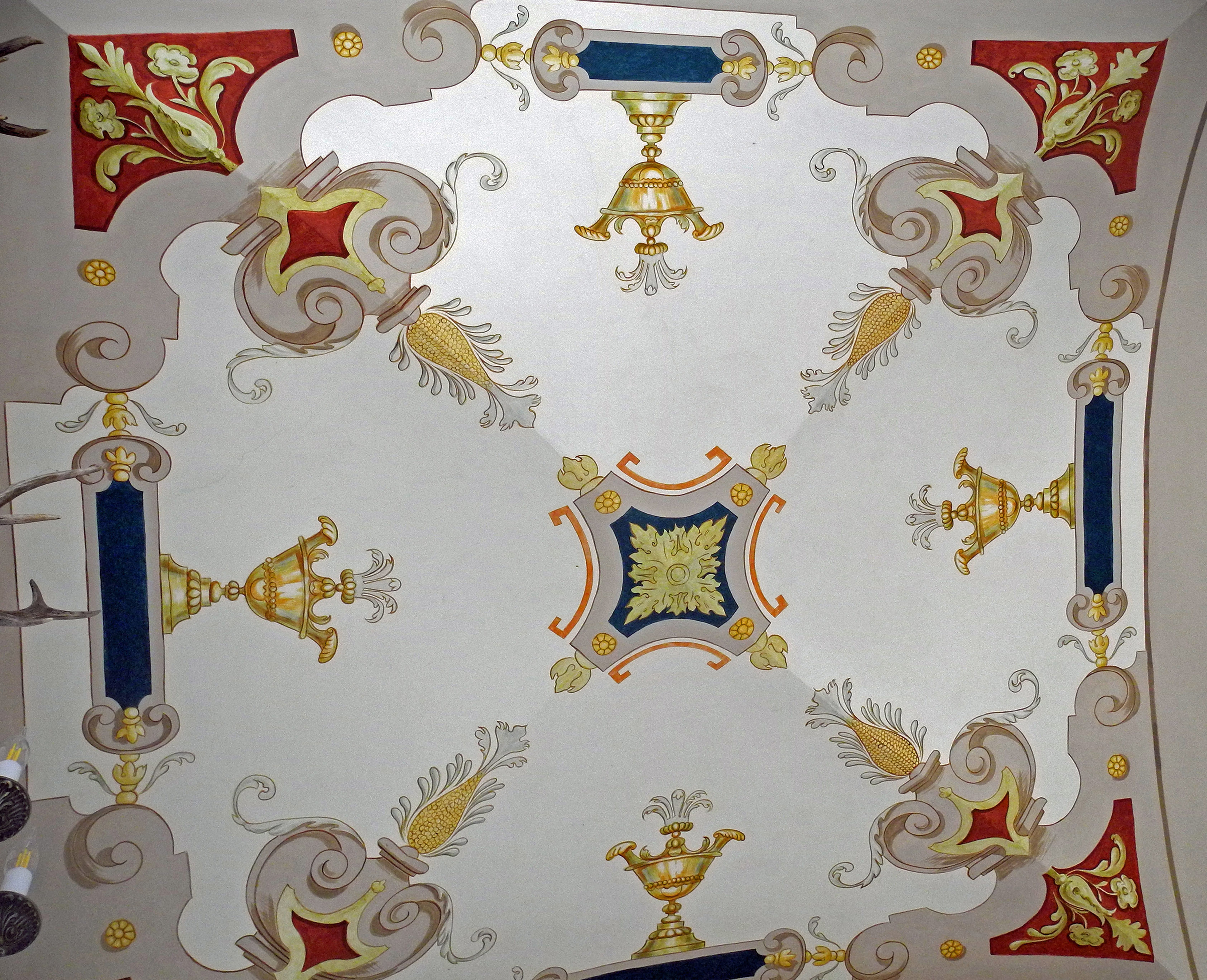
Particolare di un soffitto

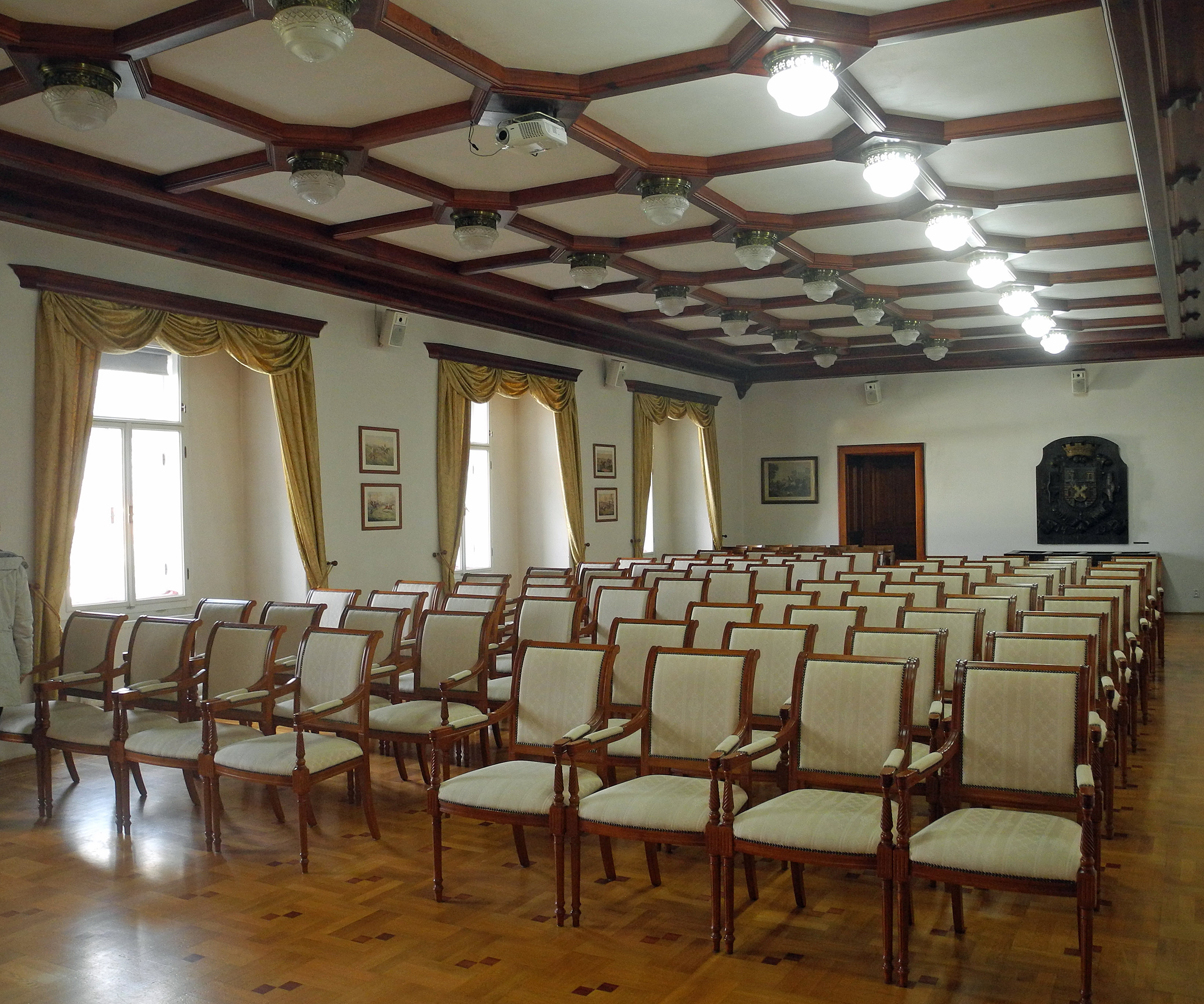
Grande salone interno

Il castello venne fatto edificare da Arnošt di Šlejnice nella seconda metà del XVI secolo. Il committente però si indebitò notevolmente con la costruzione del castello e fu costretto a venderlo al suo parente Albrecht di Šlejnice. Nel 1618 fu acquistato da Ottone di Starschedel che prese parte alla rivolta conto l'imperatore Ferdinando II d'Asburgo e dopo la sconfitta dei ribelli nella decisiva battaglia della Montagna Bianca, nel 1620, tutti i suoi beni furono confiscati. Il castello con la sua tenuta fu così venduto al conte Wolfgang von Mansfeld. In seguito, per via ereditaria, entrò in possesso di Philipp Sigmund von Dietrichstein e la sua famiglia ne mantenne il possesso fino al 1876. Successivamente fu acquistato dal sassone Arnošt Grumbt e in seguito gli eredi lo cedettero al conte Erwein von Nostitz-Rieneck, già proprietario della tenuta Pakomořice-Měšice vicino a Praga. Con la fine della seconda guerra mondiale il castello e la tenuta vennero nazionalizzati perché i proprietari erano austriaci e l'edificio entrò tra le proprietà della città di Šluknov. L'edificio da quel momento ospitò una biblioteca, il 4 ottobre 1949 nelle sue sale fu inaugurato il museo cittadino, poi ospitò una galleria e infine uffici. Il 2 aprile 1986 il castello, per cause non chiarite, venne seriamente danneggiato da un incendio. Le parti alte della struttura vennero distrutte, come la capriata e la copertura del tetto, nonché l'intero terzo piano e una parte significativa del secondo piano. I lavori di ripristino e ristrutturazione durarono circa quattro anni, rallentati dalla difficoltà di reperire i fondi necessari e non vennero conclusi. Seguirono anni di relativo abbandono e il castello cominciò lentamente a deteriorarsi. All'inizio del XXI secolo sono iniziate le procedure progettuali per la sua completa ristrutturazione e dal 2005 sono iniziati i relativi lavori. Nel 2006 sono state completate le operazioni di messa in sicurezza statica dell'edificio, si è realizzato il restauro delle pitture dell'androne d'ingresso e la sistemazione degli allacciamenti dell'edificio alle reti di servizio. Nel 2007 è stata completata la ricostruzione del 1º piano, dove si trovano una grande sala cerimonie abbinata con un centro educativo e formativo, un ufficio anagrafe e altri spazi come stanze con decorazioni interne d'epoca. Nel 2008 i lavori sono continuati con la ricostruzione completa del 2º piano, la copertura del tetto è stata rifatta con ardesia e la facciata è stata rinnovata. Dopo la ristrutturazione dell'edificio del castello completata nel 2009 è stato modificato anche il parco del castello, con la costruzione dei cancelli d'ingresso e il completamento del muro di cinta. Il castello col suo parco da quel momento sono aperti al pubblico. Gli interni ed il parco sono utilizzati per feste e cerimonie ed è divenuto un'attrazione turistica.

## Descrizione
Il castello si trova nell'abitato di Šluknov, comune nella Regione di Ústí nad Labem in Repubblica Ceca. Si tratta di un edificio rettangolare monumentale a tre piani con due frontoni edificato secondo il modello della villa rinascimentale italiana. L'aspetto è sobrio, con esterni caratterizzati dall'intonaco chiaro con angoli delle facciate in bugnato e con le finestre con cornici in stile e col colore del bugnato. La copertura del grande tetto a due spioventi è in ardesia. Gli interni hanno grandi sale sia di rappresentanza sia per lo svolgimento di cerimonie e per le riunioni comunali. Attorno, sui tre lati, si trova il grande parco all'inglese risalente alla seconda metà del XIX secolo. Nel parco si trova anche un laghetto, nella sua parte settentrionale e vicino al muro di recinzione. Il piccolo specchio d'acqua ha una diga in cemento con rivestimento in basalto e nel punto più stretto è attraversato da una passerella in legno. È alimentato da un ruscello che esce dallo stagno Zezulák. Il cortile del castello confina sul lato ovest con il sito dell'ex birrificio, metà del quale è stato demolito. Il portale di accesso al giardino è semplice con un cancello.

### Monumento culturale della Repubblica Ceca
La tutela dei monumenti della Repubblica Ceca considera il complesso del castello di Šluknov col suo parco un monumento culturale nazionale tutelato col numero di catalogo 1000148210.